# Lunca Prahovei
Lunca Prahovei – wieś w Rumunii, w okręgu Prahova, w gminie Măgureni. W 2011 roku liczyła 909 mieszkańców.